# 国際鉱物学連合
国際鉱物学連合（こくさいこうぶつがくれんごう、英: International Mineralogical Association、IMA）は、38か国の団体によって構成されている国際組織である。鉱物学の発展と約6,100種の鉱物名の統一を目的としており、国際地質科学連合 （英: International Union of Geological Sciences、IUGS) と連携している。1958年に設立された。
日本では2006年から2010年まで大阪大学（会長は山中高光）に総会が置かれていた。

## ワーキンググループと委員会
新鉱物・鉱物名委員会 (英: Commission on New Minerals, Nomenclature and Classification、CNMMN) を中心に活動している。新鉱物・鉱物名委員会は1959年に創設され、新しく発見された鉱物の審査、承認、命名、既存の鉱物の名称変更や再定義などを行っている（IMA創設以前に発見され、現在も有効とされる鉱物は「適用除外（Grandfathered）」として扱われる）。同委員会の委員長を加藤昭が1975年から1982年まで務めた。

## 国際鉱物学連合を構成する主な団体
- オーストリア鉱物学会 (Österreichische Mineralogische Gesellschaft)
- ブラジル地質学会 (Sociedade Brasileira de Geologia)
- カナダ鉱物協会 (Mineralogical Association of Canada)
- フランス鉱物・結晶学会 (Société Française de Minéralogie et de Cristallographie)
- ドイツ鉱物学会 (Deutsche Mineralogische Gesellschaft)
- イタリア鉱物・岩石学会 (Società Italiana di Mineralogia e Petrologia)
- 日本鉱物学会 (Mineralogical Society of Japan)
- ロシア鉱物学会 (Mineralogical Society of Russia)
- 南アフリカ鉱物協会 (Mineralogical Association of South Africa)
- スウェーデン鉱物学会 (The Swedish Mineralogical Society)
- スイス鉱物・岩石学会 (Swiss Society of Mineralogy and Petrology)
- イギリス鉱物学会 (Mineralogical Society of Great Britain and Ireland)
- アメリカ鉱物学会 (Mineralogical Society of America)
- ウクライナ鉱物学協会 (Ukrainian mineralogical association)